# Onychogonia suggesta
Onychogonia suggesta là một loài ruồi trong họ Tachinidae.